# کوله‌سیستوستومی
کوله‌سیستوستومی (به انگلیسی: Cholecystostomy) یا زردآبدان‌گشایی روش جراحی است که به وسیله آن در کیسه صفرا استوما (بازکردن یک راه جدید از یک ارگان به سطح پوست) ایجاد می‌شود، که می‌تواند تخلیه کیسه صفرا را تسهیل کند.
این روش در مواردی که فرد دچار کوله‌سیستیت (التهاب کیسه صفرا) یا در مواردی که به علت شرایط بیمار باید عمل جراحی کوله‌سیستکتومی (عمل برداشتن کیسه صفرا) به تعویق بیفتدیعنی فرد کاندید کوله‌سیستکتومی تأخیری می‌باشد، کاربر دارد.
- کوله‌سیستوستومی از طریق پوست (percutaneous cholecystostomy) بدین صورت می‌باشد که یک کتتر از طریق پوست و زیر هدایت رادیولوژیک وارد کیسه صفرا می‌شود. این عمل با اهداف تسهیل تخلیه کیسه صفرا یا برداشتن سنگهای صفراوی انجام می‌شود.